# Autoépuration
Le terme d'autoépuration (ou autopurification) désigne l'ensemble des processus biologiques, chimiques et physiques permettant à un sol ou à un écosystème aquatique équilibré de transformer ou d'éliminer les substances qui lui sont apportées (pollution), de manière définitive (autoépuration vraie) ou temporaire (autoépuration apparente), sans intervention extérieure.
L'autoépuration ne doit pas être confondue avec certains phénomènes de bioconcentration qui peuvent donner l'impression que le milieu est épuré, alors que le polluant y est encore présent. Par exemple des organismes filtreurs tels que les moules ou huîtres peuvent accumuler des quantités importantes de métaux lourds toxiques dans leur coquille (processus de détoxification naturel). Durant quelques décennies ces métaux ne seront pas bioassimilables, ni présents dans l'eau, mais une partie sera libérée quand les fragments de coquilles seront érodés ou dissous dans le milieu (plus rapidement si le milieu est acidifié).

## Conditions et limites
L'autoépuration n'est possible qu'à certaines conditions et dans certaines limites (spatiales et temporelles, quantitatives et qualitatives).
Elle est efficace pour les polluants qui sont biodégradables (rarement en condition anaérobie, et le plus souvent en condition aérobie), mais les polluants pas, peu, difficilement ou lentement dégradables ne sont souvent au mieux qu'inertés ou stockés dans les sédiments où ils peuvent être remobilisés.
Le pouvoir autonettoyant de l'eau dépend de la teneur en oxygène de l'eau, et à d'autres facteurs comme la composition du sol, la qualité de l'eau ou la température de l'eau. En cas de manque d'oxygène, il se produit des processus de décomposition anaérobie. Dans une eau riche en oxygène, une substance organique (venant des eaux usées,  par exemple) sera beaucoup mieux décomposés par les champignons, bactéries et les décomposeurs.

## Enjeux
C'est un service écosystémique, donc gratuit (là, où et quand les conditions le permettent). C'est une des facettes importantes et une condition de la résilience écologique. L'autoépuration n'est optimale que dans des environnements équilibrés, et non perturbés.
Les dispositifs de renaturation de phytoremédiation s'appuient sur de tels processus. À grande échelle, les infrastructures écologiques (la Trame verte en France par exemple, ou le réseau écologique paneuropéen), qui tentent de restaurer la qualité des milieux, visent à restaurer une partie des conditions de l'auto-entretien des milieux, qui est une des propriétés des écosystèmes.

## Processus
L'autoépuration peut provenir de deux catégories très différentes de processus :
1. Des processus passifs d'épuration, dus à des réactions physiques et chimiques : précipitation, sorption, désorption, dilution, sédimentation, filtration, dégazage, photodégradation...
2. Des processus d'épuration activement induits par des organismes vivants : microorganismes, plantes, animaux, champignons. Ces organismes vont dégrader, inerter, et/ou stocker tout ou partie des contaminants d'un milieu (eau, air, sol...)

Par les procédés ci-dessus, les substances dans le milieu seront progressivement dégradées et éliminées, car transformés en biomasse vivante. Cela limite la pollution ou l'eutrophisation, tant que les substances ne sont pas en quantité trop importante et ne déstabilisent pas le milieu.
Certaines espèces jouent des rôles plus importants que d'autres. Les bactéries sont utilisées pour cette raison dans les stations d'épuration ou de méthanisation).  Le castor qui (grâce à ses barrages et par ses aménagements de cours d'eau) contribue significativement à leur autoépuration, y compris pour un eutrophisant tel que l'azote et les nitrates, comme on l'a montré en zone agricole drainée du bassin du fleuve Nemunas en Lituanie (bassin où vivent de 10 000 à 12 000 castors). 
Les moules et autres bivalves filtreurs se débarrassent des métaux lourds en les stockant dans leur coquille. Cependant ce dernier exemple témoigne de la bioconcentration : le milieu semble épuré, mais les métaux lourds ne sont pas fixés indéfiniment : après la mort du bivalve, la coquille s'érode, et les métaux lourds sont relâchés dans l'eau.